# Maitzborn
Maitzborn település Németországban, Rajna-vidék-Pfalz tartományban. Lakosainak száma 110 fő (2023. december 31.). Maitzborn Ravengiersburg, Womrath, Kirchberg és Rödern községekkel határos.

## Népesség
A település népességének változása:
| Lakosok száma | 116  | 114  | 117  | 108  | 103  | 105  | 110  |
|               | 1975 | 2010 | 2017 | 2019 | 2021 | 2022 | 2023 |